# 斯坦因陨石坑
斯坦因陨石坑(Stein)是月球背面赤道区一座古老的大撞击坑，约形成于酒海纪，其名称取自荷兰天文学家和耶稣会会员约翰·威廉·雅各布·安东·斯泰因(Johan Willem Jakob Antoon Stein，1871年-1951年)，1970年被国际天文联合会正式批准接受。

## 描述
该陨坑西邻蒂塞利乌斯环形山、西北坐落着沙发利克陨石坑；海福德陨石坑和克拉索夫斯基环形山分别位于它的东北和东南。
该环形山的中心月面坐标为7°00′N 179°07′E / 7°N 179.11°E，直径30.7公里，深度2.1公里。
斯坦因陨石坑是由二座撞击坑合并而成，东北偏北向外鼓出，外观大致呈卵形。陨坑磨损度一般，外侧壁平缓，南侧附靠着一座细小的陨坑；内侧壁坡平滑，西北内侧坡上显示有一座醒目的杯状小陨坑；碗状的坑底是由一座直径更小的陨坑所构成，表面平坦；无其它刚开的特征。

## 卫星陨石坑

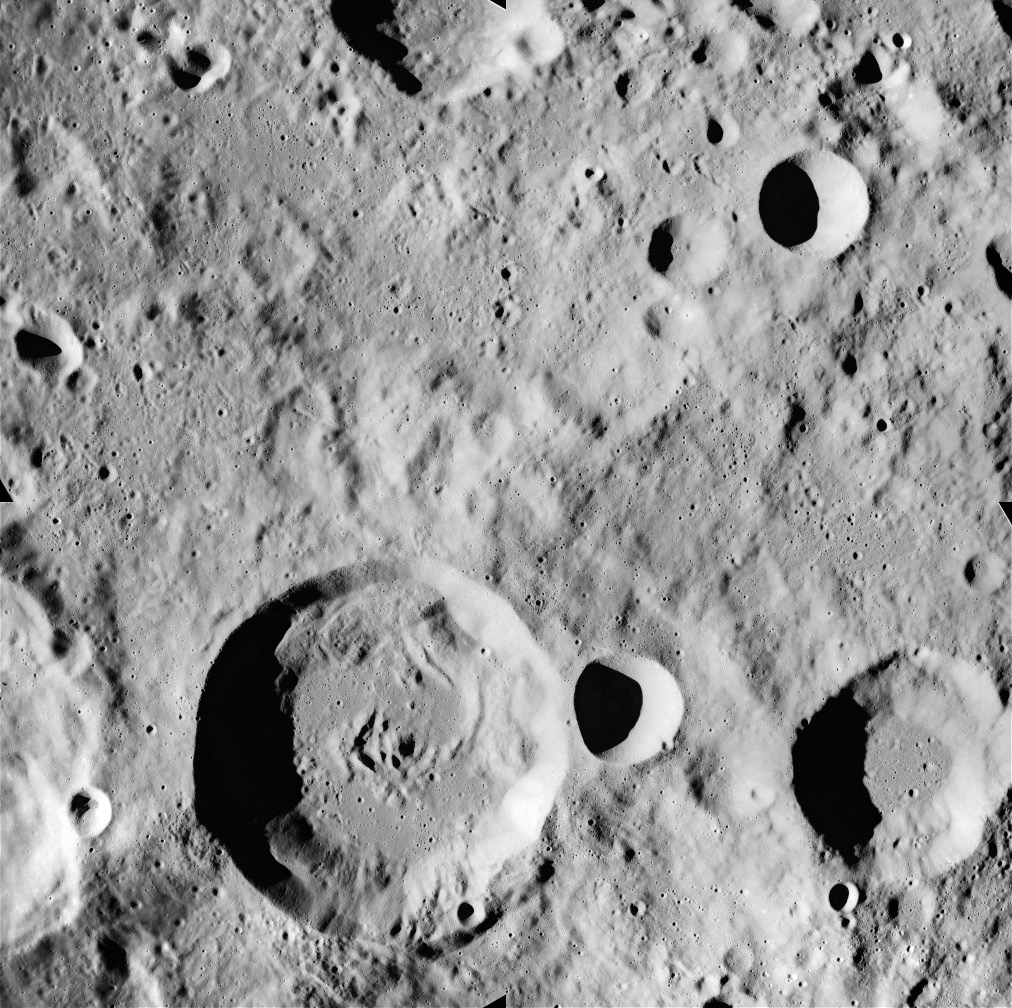
阿波罗16号拍摄的照片，左下为斯坦因陨石坑，左上则是蒂塞利乌斯环形山。

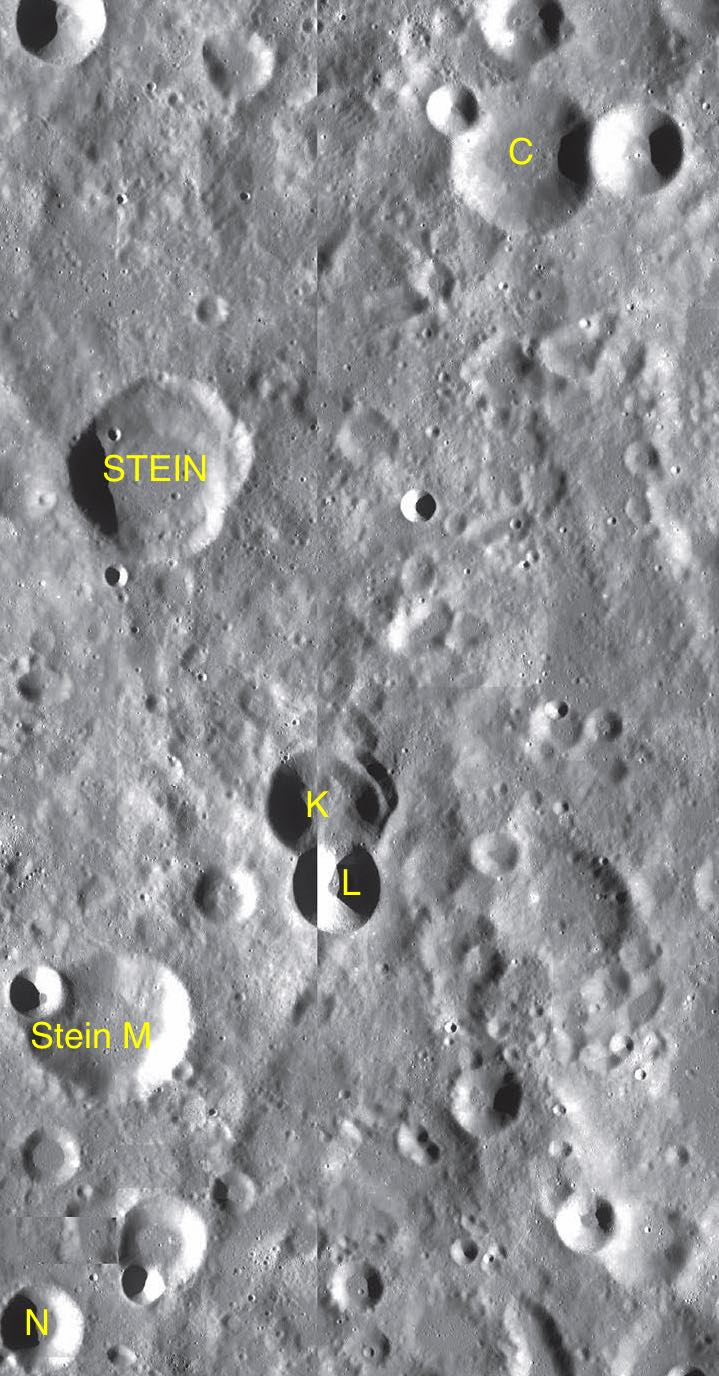
LAC-86 月面图

按惯例，最靠近斯坦因陨石坑的卫星坑在月图上以字母标注在该坑中心点的旁边。
| 斯坦因 | 纬度   | 经度     | 直径    |
| ------ | ------ | -------- | ------- |
| C      | 8.9° N | 178.8° W | 27 公里 |
| K      | 5.2° N | 180.0° W | 20 公里 |
| L      | 4.6° N | 179.8° W | 15 公里 |
| M      | 3.8° N | 178.8° E | 28 公里 |
| N      | 2.2° N | 178.5° E | 16 公里 |